# Августусбург
Августусбург (нем. Augustusburg) — город в Германии, в земле Саксония. Подчинён административному округу Хемниц. Входит в состав района Средняя Саксония. Население составляет 4902 человека (на 31 декабря 2010 года). Занимает площадь 23,42 км². Официальный код — 14 1 77 010.

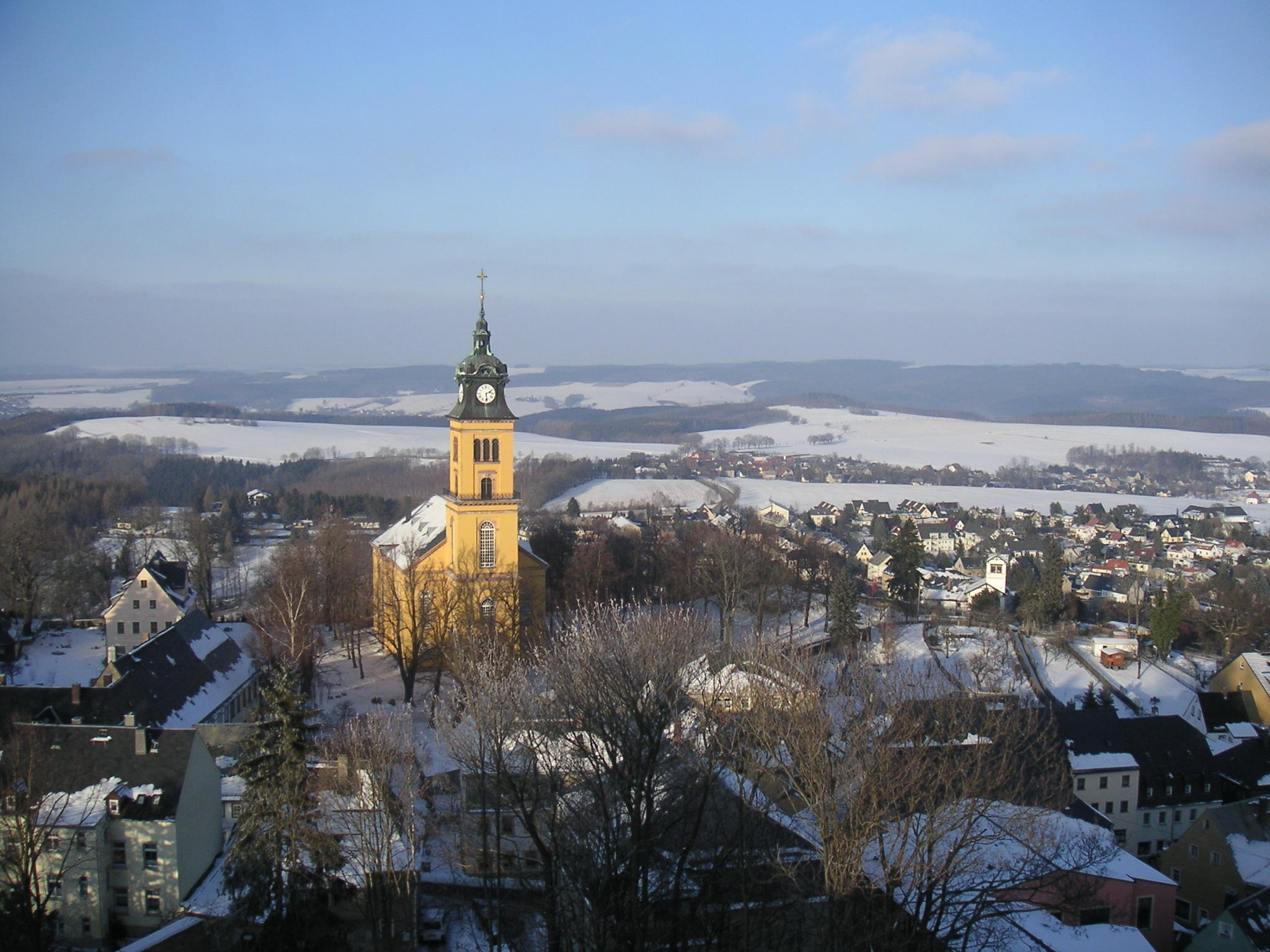
Вид с замка Августусбург

Город получил название от расположенного в нём охотничьего замка Августусбург, в свою очередь названного в честь саксонского курфюрста Августа.

## География
Августусбург расположен в Рудных горах, примерно в 17 км к востоку от Хемница, в 6 км к юго-востоку от Флёи, в 30 км к юго-западу от Фрайберга и в 10 км к северу от Чопау в районе Средней Саксонии. Город находится в заповедной зоне Нижне-Среднерудные горы на хребте между долинами рек Чопау и Флёа. Самой высокой точкой, на высоте 516 м над уровнем моря, является гора Шелленберг, на которой расположен одноименный замок Августусбург. Самая низкая точка — Чопауталь с высотой около 300 м над уровнем моря.